# Saison 1 de Black Lightning
Chronologie
Saison 2
La première saison de Black Lightning, série télévisée américaine, est constituée de treize épisodes diffusée du 16 janvier 2018 au 17 avril 2018 sur The CW, aux États-Unis.

## Synopsis
Jefferson Pierce, un super-héros qui a raccroché son costume il y a neuf ans pour s'occuper de sa petite famille, est forcé de reprendre du service quand sa ville se retrouve rongée par le crime et le règne d'un gang mafieux. Il redevient alors Black Lightning un méta-humain qui a la capacité de manipuler les champs électro-magnétiques.

## Distribution

### Acteurs principaux
- Cress Williams : Jefferson Pierce / Black Lightning
- Christine Adams : Lynn Pierce
- China Anne McClain : Jennifer Pierce / Lightning
- Nafessa Williams : Anissa Pierce / Thunder
- James Remar : Peter Gambi
- Marvin Jones III : Tobias Whale

## Liste des épisodes

### Épisode 1:La Résurrection
- États-Unis : 16 janvier 2018 sur The CW
- Canada,  Belgique,  France,  Suisse : 23 janvier 2018 sur Netflix

- États-Unis : 2,31 millions de téléspectateurs[1] (première diffusion)

- Skye P. Marshall (Kara Fowdy)
- Will Catlett (Lala)
- Charlbie Dean (Syonide)
- Dabier (Will)
- Nina Turner (Elle-même)
- Roland Martin (Lui-même)
- Kyann Simone Simpson (Kiesha Williams)
- Eric Mendenhall (Joey Toledo)
- Crystal Lee Brown (Détective)
- Tommy Kane (John Webb)
- Amanda Davis (Joan Lincoln)
- Caleb Thomas (Malik)

- Syonide est une super vilaine qui a été créée en 1985 par Mike W. Barr et Jim Aparo.

### Épisode 2:LaWanda: Le Livre de l'espérance
- États-Unis : 23 janvier 2018 sur The CW
- Canada,  Belgique,  France,  Suisse : 30 janvier 2018 sur Netflix

- États-Unis : 1,94 million de téléspectateurs[2] (première diffusion)

- Jordan Calloway (Khalil Payne / Painkiller)
- Clifton Powell (Révérend Jeremiah Bolt)
- Skye P. Marshall (Kara Fowdy)
- Will Catlett (Lala)
- Charlbie Dean (Syonide)
- Tracey Bonner (Lawanda White)
- Dabier (Will)
- Kyann Simone Simpson (Kiesha Williams)
- Anthony Reynolds (Chef adjoint Caymen)
- Shein Mompremier (Chenoa)
- Caleb Thomas (Malik)

- Painkiller est un super vilain qui a été créé en 1995 par Tony Isabella et Eddy Newell.

### Épisode 3:LaWanda: Le Livre de l'inhumation
- États-Unis : 30 janvier 2018 sur The CW
- Canada,  Belgique,  France,  Suisse : 6 février 2018 sur Netflix

- États-Unis : 2,212 millions de téléspectateurs[3] (première diffusion)

- Jordan Calloway (Khalil Payne / Painkiller)
- Chantal Thuy (Grace Choi)
- Clifton Powell (Révérend Jeremiah Bolt)
- Charlbie Dean (Syonide)
- Jill Scott (Lady Eve)
- Eric Mendenhall (Joey Toledo)
- Amanda Davis (Joan Lincoln)
- Shein Mompremier (Chenoa)

- Grace Choi est une super héroine qui a fait partie du groupe des Outsiders fondée par Batman. Ce personnage a été créé en 2003 par Judd Winick et Tom Raney.

### Épisode 4:Jésus noir
- États-Unis : 6 février 2018 sur The CW
- Canada,  Belgique,  France,  Suisse : 13 février 2018 sur Netflix

- États-Unis : 1,878 million de téléspectateurs[3] (première diffusion)

- Jordan Calloway (Khalil Payne / Painkiller)
- Chantal Thuy (Grace Choi)
- Skye P. Marshall (Kara Fowdy)
- Jill Scott (Lady Eve)
- Edwina Findley Dickerson (Tori Whale)
- Jason C. Louder (Frank Tanner)
- Yolanda T. Ross (Nichelle Payne)
- Eric Mendenhall (Joey Toledo)
- Amanda Davis (Joan Lincoln)
- Al-Jaleel Knox (Lashawn)
- Derrick Lamont (Monsieur Lewis)
- Taylor Polidore (Lisa)
- Kat Logan (Neema)
- Alex Phipps (Block)
- Darone Okolie (Bam)
- Michael Horn (Bernard Lewis)
- Estes Tarver (Leonard Marshall)
- Jennifer Van Horn (Rose Litchcut)
- Karen Cossay (Veretta)

### Épisode 5:Puis le diable apporta la peste: Le Livre du Green Light
- États-Unis : 13 février 2018 sur The CW
- Canada,  Belgique,  France,  Suisse : 20 février 2018 sur Netflix

- États-Unis : 1,806 million de téléspectateurs[3] (première diffusion)

- Charlbie Dean (Syonide)
- Edwina Findley Dickerson (Tori Whale)
- Antonio Fargas (David Poe)
- Kyann Simone Simpson (Kiesha Williams)
- Eric Mendenhall (Joey Toledo)
- Vernika Eshay Rowe (Tante Gina)
- Whitney Anderson (Lana)
- Rayne Caldwell (Tori jeune)
- Leah Monet (Teala)
- T. C. Carson (Eldridge)
- Brandon Sauvo (Ben)
- Jessica Fontaine (Mama)
- Mark Thompson (Randy)

### Épisode 6:Trois sept: Le Livre du tonnerre
- États-Unis : 27 février 2018 sur The CW
- Canada,  Belgique,  France,  Suisse : 6 mars 2018 sur Netflix

- États-Unis : 1,636 million de téléspectateurs[3] (première diffusion)

- Jordan Calloway (Khalil Payne / Painkiller)
- Skye P. Marshall (Kara Fowdy)
- Charlbie Dean (Syonide)
- Jill Scott (Lady Eve)
- Kyann Simone Simpson (Kiesha Williams)
- Eric Mendenhall (Joey Toledo)
- Anthony Reynolds (Chef adjoint Caymen)
- Amanda Davis (Joan Lincoln)
- Matt Mercurio (Kam Yuen)
- Keith Arthur Bolden (Alvin Pierce)
- Kaden Washington Lewis (Jefferson enfant)
- Whitney Anderson (Lana)
- Parisa Johnston (Docteur Sofia Cruz)
- Eric Lee Goins (Docteur Henry Mayfield)

### Épisode 7:Équinoxe: Le Livre du destin
- États-Unis : 6 mars 2018 sur The CW
- Canada,  Belgique,  France,  Suisse : 13 mars 2018 sur Netflix

- États-Unis : 1,458 million de téléspectateurs[3] (première diffusion)

- Will Catlett (Lala)
- Charlbie Dean (Syonide)
- Jill Scott (Lady Eve)
- Tracey Bonner (Lawanda White)
- Edwina Findley Dickerson (Tori Whale)
- Eric Mendenhall (Joey Toledo)
- Amanda Davis (Joan Lincoln)
- Jay-Z (Monsieur Nasir)
- Carlos Rivera (Raja)
- Derick Anthony (Darius)

### Épisode 8:Le Livre des Révélations
- États-Unis : 13 mars 2018 sur The CW
- Canada,  Belgique,  France,  Suisse : 20 mars 2018 sur Netflix

- États-Unis : 1,451 million de téléspectateurs[3] (première diffusion)

- Will Catlett (Lala)
- Gregg Henry (Martin Proctor)
- Tracey Bonner (Lawanda White)
- Kyann Simone Simpson (Kiesha Williams)
- Anthony Reynolds (Chef adjoint Caymen)
- Al-Jaleel Knox (Lashawn)
- Godholly (Lui-même)
- Marion Guyot (Madame Johnson)

### Épisode 9:Le Livre des méchants petits mensonges
- États-Unis : 20 mars 2018 sur The CW
- Canada,  Belgique,  France,  Suisse : 27 mars 2018 sur Netflix

- États-Unis : 1,554 million de téléspectateurs[3] (première diffusion)

- Gregg Henry (Martin Proctor)
- Anthony Reynolds (Chef adjoint Caymen)
- Morgan Brown (Thomas Hildago)
- Benedetto Robinson (Caleb Scott)
- Charles Green (Teddy Evans)

### Épisode 10:Les péchés du père: Le Livre de la rédemption
- États-Unis : 27 mars 2018 sur The CW
- Canada,  Belgique,  France,  Suisse : 3 avril 2018 sur Netflix

- États-Unis : 1,550 million de téléspectateurs[3] (première diffusion)

- Will Catlett (Lala)
- Skye P. Marshall (Kara Fowdy)
- Gregg Henry (Martin Proctor)
- Dabier (Will)
- Jason C. Louder (Frank Tanner)
- Joshua Mikel (Steven Conners)
- Caleb Thomas (Malik)
- Al-Jaleel Knox (Lashawn)
- Taylor Polidore (Lisa)
- Kat Logan (Neema)

### Épisode 11:Jésus noir: Le Livre de la crucifixion
- États-Unis : 3 avril 2018 sur The CW[4]
- Canada,  Belgique,  France,  Suisse : 10 avril 2018 sur Netflix

- États-Unis : 1,499 million de téléspectateurs[3] (première diffusion)

- Skye P. Marshall (Kara Fowdy)
- Kyann Simone Simpson (Kiesha Williams)
- Crystal Lee Brown (Détective)
- Anthony Reynolds (Chef adjoint Caymen)
- Tommy Kane (John Webb)
- Jasun Jabbar (Tavon)
- Vanessa Aranegui (Madame Gordon)
- Faron Salisbury (Détective Glennon)
- Regina Chon (Chandler Tung)
- Jay Harmon III (Jonate)

### Épisode 12:La résurrection et la lumière: Le Livre de la douleur
- États-Unis : 10 avril 2018 sur The CW[4]
- Canada,  Belgique,  France,  Suisse : 17 avril 2018 sur Netflix

- États-Unis : 1,544 million de téléspectateurs[3] (première diffusion)

- Jordan Calloway (Khalil Payne / Painkiller)
- Will Catlett (Lala)
- Skye P. Marshall (Kara Fowdy)
- Charlbie Dean (Syonide)
- Gregg Henry (Martin Proctor)
- Yolanda T. Ross (Nichelle Payne)
- Alphonso A'Quen-Aten Jackson (Slim)
- Morgan Brown (Thomas Hildago)
- Richard Marrero (Dwayne)

### Épisode 13:L'ombre de la mort: Le Livre de la guerre
- États-Unis : 17 avril 2018 sur The CW[4]
- Canada,  Belgique,  France,  Suisse : 24 avril 2018 sur Netflix

- États-Unis : 1,678 million de téléspectateurs[3] (première diffusion)

- Jordan Calloway (Khalil Payne / Painkiller)
- Will Catlett (Lala)
- Charlbie Dean (Syonide)
- Gregg Henry (Martin Proctor)
- Crystal Lee Brown (Détective)
- Derrick Lamont (Monsieur Lewis)
- Keith Arthur Bolden (Alvin Pierce)
- Kaden Washington Lewis (Jefferson enfant)
- Vernika Eshay Rowe (Tante Gina)
- Cory Scott Allen (Klovic)
- David Alexander (Walter Rutledge)